# First Mesa
First Mesa (hopi Wàlpi) és una concentració de població designada pel cens dels Estats Units a l'estat d'Arizona. Segons el cens del 2000 tenia 1.124 habitants. Al seu territori hi ha tres viles hopi i tewa d'Arizona a una altura de 1.740: Hano (o Tewa), Sitsomovi (o Sichomovi), i Waalpi (o Walpi).

## Demografia
Segons el cens del 2000, First Mesa tenia 1.124 habitants, 294 habitatges, i 251 famílies. D'ells el 96,1% eren amerindis dels Estats Units i el 2,9% blancs. La densitat de població era de 46,1 habitants/km².
Dels 294 habitatges en un 43,5% hi vivien nens de menys de 18 anys, en un 46,6% hi vivien parelles casades, en un 32,3% dones solteres, i en un 14,6% no eren unitats familiars. En l'11,6% dels habitatges hi vivien persones soles el 2,7% de les quals corresponia a persones de 65 anys o més que vivien soles. El nombre mitjà de persones vivint en cada habitatge era de 3,82 i el nombre mitjà de persones que vivien en cada família era de 4,1.
Per edats la població es repartia de la següent manera: un 38,3% tenia menys de 18 anys, un 9,1% entre 18 i 24, un 25,3% entre 25 i 44, un 19,4% de 45 a 60 i un 7,9% 65 anys o més.
L'edat mediana era de 28 anys. Per cada 100 dones de 18 o més anys hi havia 89,9 homes.
La renda mediana per habitatge era de 19.605 $ i la renda mediana per família de 21.346 $. Els homes tenien una renda mediana de 37.000 $ mentre que les dones 21.458 $. La renda per capita de la població era de 7.897 $. Aproximadament el 36,5% de les famílies i el 45,2% de la població estaven per davall del llindar de pobresa.

## Poblacions properes
El següent diagrama mostra les poblacions més properes.